# Astou Ndour
Astou Barro Ndour Gueye (ur. 22 sierpnia 1994 w Dakarze) – senegalska koszykarka, grająca na pozycji środkowej, posiadająca także hiszpańskie obywatelstwo, reprezentantka tego kraju, olimpijka, multimedalistka rozmaitych imprez międzynarodowych, od 2022 zawodniczka Famila Basket Schio.
28 lutego 2019 przedłużyła umowę z Chicago Sky.
12 lutego 2020 trafiła w wyniku wymiany do Dallas Wings. 9 marca 2021 podpisała kolejną w karierze umowę z Chicago Sky.

## Osiągnięcia
Stan na 20 czerwca 2023, na podstawie, o ile nie zaznaczono inaczej.

### Drużynowe
- Mistrzyni:
  - Hiszpanii (2016)
  - Włoch (2023)[7]
- Wicemistrzyni:
  - Włoch (2018)
  - Rosji (2020)
- Zdobywczyni:
  - superpucharu:
    - Włoch (2022)[7]
    - Turcji (2014)

  - pucharu:
    - Włoch (2023)[7]
    - Turcji (2015)
    - Rosji (2020)
- Finalistka:
  - Pucharu Hiszpanii (2016)
  - Superpucharu Włoch (2021)[8]
- 4. miejsce w Eurolidze (2015)

### Indywidualne
(* – nagrody przyznane przez portal eurobasket.com)
- MVP:
  - sezonu ligi hiszpańskiej LFB (2014)*
  - Superpucharu Włoch (2022)[7]
- Najlepsza młoda zawodniczka roku FIBA Europa (2013)
- Najlepsza:
  - zawodniczka krajowa ligi hiszpańskiej (2014, 2016)
  - środkowa roku*:
    - All-Europeans (2016)
    - All-Europe (2016)
    - ligi hiszpańskiej (2014)
- Zaliczona do*:
  - I składu:
    - All-Europeans (2016)
    - All-Europe (2016)
    - ligi hiszpańskiej (2014)
    - zawodniczek krajowych ligi hiszpańskiej (2014, 2016)

  - II składu ligi:
    - włoskiej (2017, 2018, 2023[7])
    - hiszpańskiej (2016)

  - III składu:
    - Eurocup (2012)
    - ligi tureckiej (2021)[9]

  - składu honorable mention:
    - Eurocup (2017)
    - ligi:
      - hiszpańskiej (2013)
      - włoskiej (2022)[8]
- Liderka w zbiórkach hiszpańskiej ligi LFB (2014)

### Reprezentacja

#### Seniorska
Drużynowe
- Mistrzyni Europy (2019)
- Wicemistrzyni olimpijska (2016)
- Brązowa medalistka mistrzostw:
  - świata (2018)
  - Europy (2015)
- Uczestniczka kwalifikacji do Eurobasketu 2017 (1. miejsce)

Indywidualne
- MVP mistrzostw Europy (2019)
- Zaliczona do:
  - I składu mistrzostw:
    - świata (2018)
    - Europy (2019)

  - II składu igrzysk olimpijskich (2016)*
- Liderka igrzysk olimpijskich w blokach (2016)

#### Młodzieżowe
Drużynowe
- Mistrzyni Europy U–20 (2013)
- Wicemistrzyni:
  - świata U–19 (2011)
  - Europy U–20 (2014)
- Brązowa medalistka mistrzostw Europy U–18 (2011)
- Uczestniczka mistrzostw świata U–19 (2011, 2013 – 4. miejsce)

Indywidualne
- MVP Eurobasketu U–20 (2013)
- Zaliczona do I składu mistrzostw świata U–19 (2011, 2013)
- Liderka strzelczyń Eurobasketu U–20 (2013)